# پل کروگمن
پل رابین کروگمن (به انگلیسی: Paul Robin Krugman) متولد ۲۸ فوریه ۱۹۵۳ میلادی، اقتصاددان، مقاله‌نویس، نویسنده و روشنفکر اهل آمریکا است. او در سال ۲۰۰۸ میلادی به خاطر تلاش‌هایش در زمینه تجزیه و تحلیل چگونگی تأثیر مقیاس‌های اقتصادی بر الگوهای تجاری و مکان انجام فعالیت‌های اقتصادی مفتخر به دریافت جایزه نوبل اقتصاد گردید.

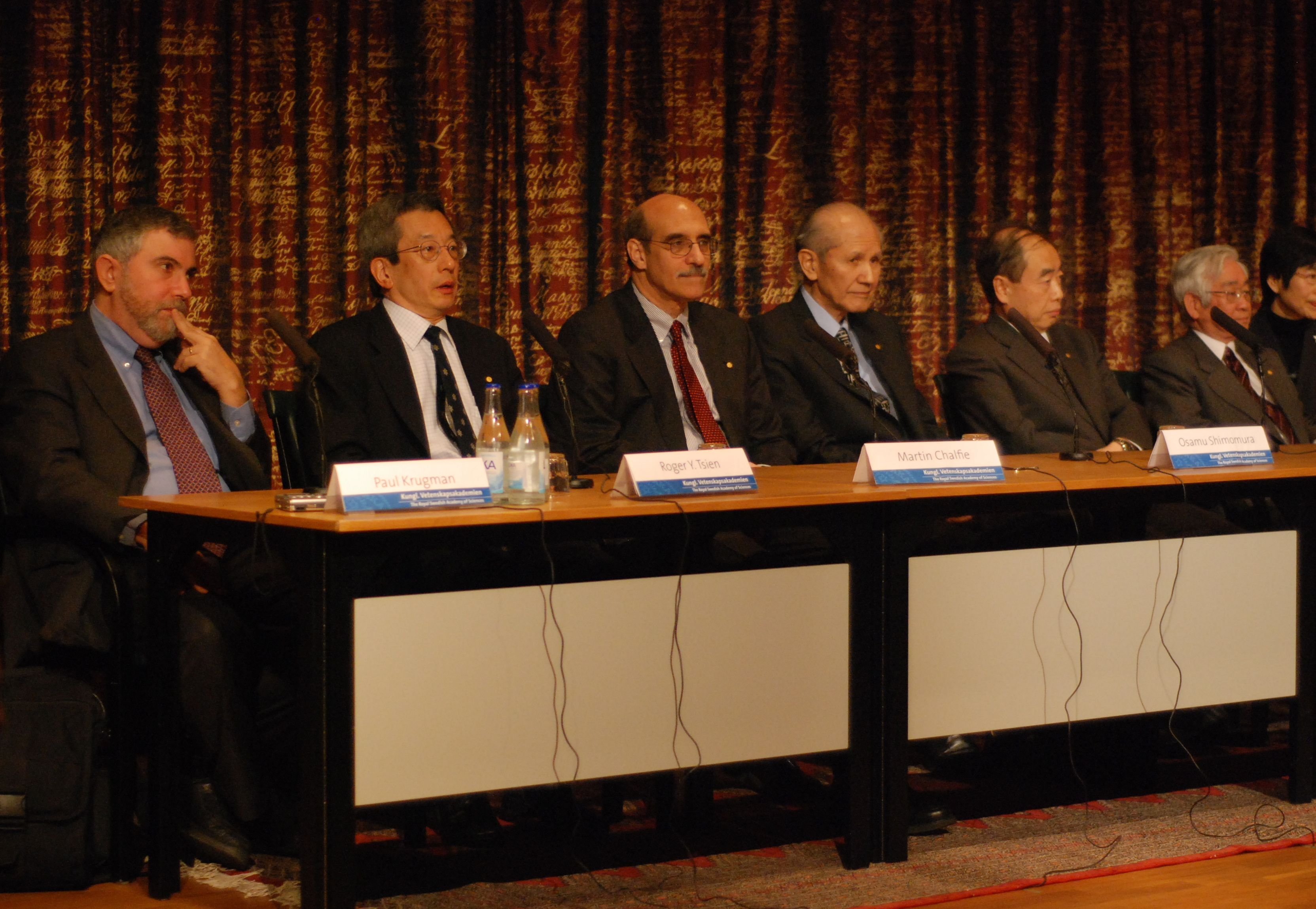
پل کروگمن، راجر تسین، مارتین کلایف، اسامو شیمومورا، ماکوتو کوبایاشی و شیهید ماسکاوا، برندگان جایزه نوبل ۲۰۰۸، در یک کنفرانس مطبوعاتی در فرهنگستان پادشاهی علوم سوئد در استکهلم.

پل کروگمن از استادان دانشگاه پرینستون در آمریکاست. او مقاله‌نویس روزنامه نیویورک تایمز است و یکی از منتقدین بنام سیاست‌های اقتصادی جورج دبلیو بوش است. پل کروگمن را یک اقتصاد دان لیبرال با دیدگاه مترقی از مکتب «نو کینزی» می‌دانند. طرفداران اقتصاد کینزی با وجود اعتقاد به اقتصاد آزاد از مداخله دولت برای جلوگیری از انحراف بازار آزاد حمایت می‌کنند.
پل کروگمن به دلیل ارائه نظریه تجارت جدید برنده نوبل اقتصاد شد.

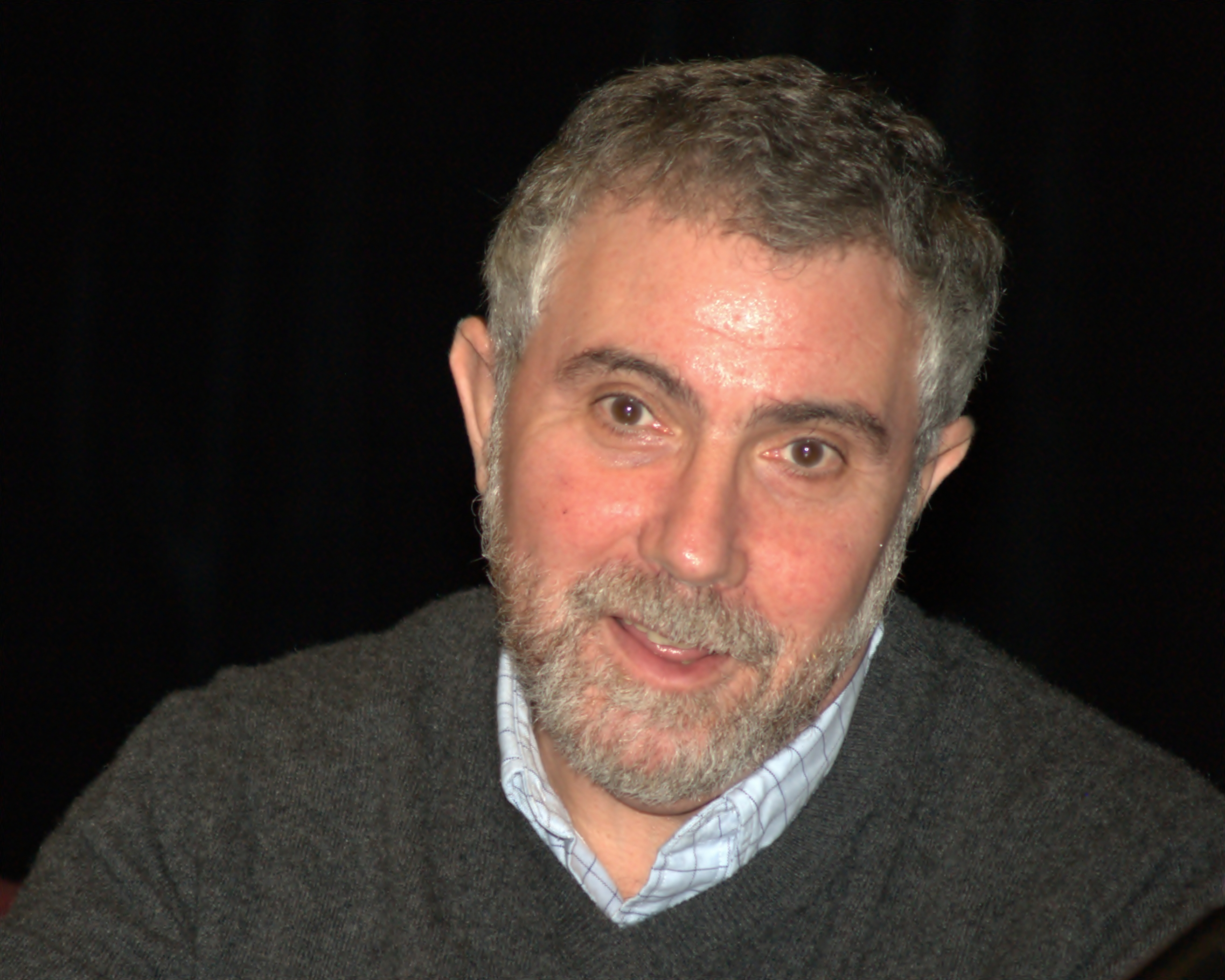
۲۰۱۰

کروگمن نویسنده یا ویراستار ۲۷ کتاب، از جمله آثار علمی، کتابهای درسی و کتابهایی است که برای مخاطبان عام تر است. او همچنین بیش از ۲۰۰ مقاله علمی در مجلات حرفه ای و مجلات ویرایش شده منتشر کرده‌است.
وی همچنین صدها ستون در زمینه مسائل اقتصادی و سیاسی برای نیویورک تایمز، فورچون و اسلیت نوشته‌است. شرکت کنندگان در یک نظر پرسی سال ۲۰۱۱ از اساتید اقتصاد، او را اقتصاددان زنده زیر ۶۰ سال مورد علاقه خود نامیدند. به عنوان یک مفسر، کروگمن در مورد طیف وسیعی از مسائل اقتصادی از جمله توزیع درآمد، مالیات، اقتصاد کلان و اقتصاد بین‌الملل نوشته‌است. کروگمن با اشاره به کتاب‌های خود، وبلاگش در نیویورک تایمز و کتاب ۲۰۰۷ خود «وجدان یک لیبرال»، خود را یک لیبرال مدرن می‌داند. تفسیر عامه پسند او توجهات و نظرات گسترده‌ای را اعم از مثبت و منفی جلب کرده است. با توجه به پروژه برنامه درسی باز، کروگمن دومین نویسنده‌ای است که اغلب در برنامه‌های درسی کالج برای دوره‌های اقتصاد مورد استناد قرار می‌گیرد. 

## سنین جوانی و تحصیلات
کروگمن در یک خانواده یهودی اهل روسیه به دنیا آمد. پسر آنیتا و دیوید کروگمن. در سال ۱۹۲۲، پدربزرگ و مادربزرگ پدری وی از برست، بلاروس، در آن زمان بخشی از لهستان، به ایالات متحده مهاجرت کردند. وی در آلبانی، نیویورک متولد شد و در مریک دهکده‌ای در شهرستان نساو، نیویورک بزرگ شد. وی از دبیرستان جان اف کندی در بلمورز فارغ‌التحصیل شد. به گفته کروگمن، علاقه او به اقتصاد به داستانهای بنیاد آیزاک آسیموف برمی‌گردد که در آن دانشمندان علوم اجتماعی آینده از علم تخیلی جدیدی با عنوان «روانشناسی تاریخ» برای نجات تمدن استفاده می‌کنند. از آنجا که علم امروزی با «روانشناسی تاریخ» فاصله زیادی داشت، کروگمن به اقتصاد رو آورد که آنرا بعد از ان بهترین می‌دید.
در سال ۱۹۷۴، کروگمن موفق به اخذ لیسانس در رشته اقتصاد از دانشگاه ییل، جایی که وی یک محقق ممتاز ملی بود، شد. وی سپس در دکترای اقتصاد از مؤسسه فناوری ماساچوست (MIT) ادامه داد. در سال ۱۹۷۷، وی دکترای خود را در سه سال با پایان‌نامه ای با عنوان «مقاله‌هایی در مورد نرخ ارز انعطاف‌پذیر» با موفقیت به پایان رساند. وی همچنین در زمانی که در MIT بود، عضوی از یک گروه کوچک از دانشجویان دانشگاه بود که در تابستان ۱۹۷۶ برای یک دوره سه‌ماهه کار در بانک مرکزی پرتغال اعزام شدند. این در جریان هرج و مرج پس از انقلاب میخک بود.
کروگمن بعداً از مشاور تز دکترای خود، رودی دورنبوش، به عنوان «یکی از معلمان بزرگ اقتصاد در همه زمان‌ها» تمجید کرد و گفت: «او توانایی تحریک دانشجویان برای انتخاب شور و شوق و تکنیک خود را دارد، اما مسیرهای خود را پیدا می‌کند».
در سال ۱۹۷۸، کروگمن ایده‌های زیادی را به دورنبوش ارائه داد. وی ایده یک مدل تجارت انحصارطلبانه را جالب ارزیابی کرد. کروگمن با علاقه، روی آن کار کرد و بعداً نوشت: «[من] در عرض چند ساعت فهمیدم که کلید تمام حرفه ام را در دست دارم».در همان سال، کروگمن «نظریه تجارت بین ستاره‌ای» را نوشت. مقاله ای در مورد محاسبه نرخ بهره کالاهای ترانزیت با سرعت نور. او می‌گوید که آن را برای ارتقاء روحیه خود در زمانی که «استادیار غمگین» بود نوشت.

## فعالیت آکادمیک

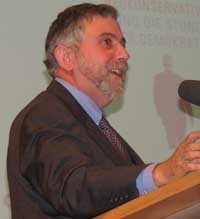
کروگمن در حال سخنرانی در کتابخانه ملی آلمان در فرانکفورت در سال ۲۰۰۸

کروگمن در سپتامبر ۱۹۷۷ استادیار دانشگاه ییل شد. وی از سال ۱۹۷۹ به دانشکده MIT پیوست. از ۱۹۸۲ تا ۱۹۸۳، کروگمن یک سال را به عنوان عضو هیئت شورای مشاوران اقتصادی در کاخ سفید رونالد ریگان کار کرد. وی در سال ۱۹۸۴ به عنوان استاد تمام به MIT پیوست. کروگمن همچنین در استنفورد، ییل و مدرسه اقتصاد لندن تدریس کرده‌است.
در سال ۲۰۰۰، کروگمن به عنوان استاد اقتصاد و امور بین‌الملل به دانشگاه پرینستون پیوست. وی همچنین در حال حاضر استاد در مدرسه اقتصاد لندن و عضو گروه اقتصادی بین‌المللی گروه سی است. وی از سال ۱۹۷۹ در تحقیقات ملی در دفتر ملی پژوهش اقتصادی همکاری داشته‌است.
پل کروگمن در زمینه اقتصاد بین‌الملل، ازجمله تجارت خارجی، جغرافیای اقتصادی و بازار بین‌المللی، مطالب زیادی نوشته‌است. پروژه مقالات پژوهشی در اقتصاد، او را در ردیف تأثیرگذارترین اقتصاددانان جهان قرار می‌دهد.کتاب اقتصاد بین‌المللی: نظریه و سیاست، که کروگمن آنرا با همکاری موریس اوبستفلد نوشته‌است، یک کتاب درسی استاندارد در مقطع کارشناسی در اقتصاد بین‌الملل است. وی همچنین به همراه رابین ولز، نویسنده یک جزوه اقتصاد در مقطع کارشناسی است که به گفته وی، به شدت از چاپ اول اقتصاد (کتاب) کلاسیک پل ساموئلسون الهام گرفته‌است. کروگمن همچنین در مورد موضوعات اقتصادی مختلف مانند موضوعات اقتصادی بین‌المللی یا توزیع درآمد یا سیاست‌گذاری عمومی می‌نویسد.

### جغرافیای اقتصادی جدید
یازده سال طول کشید، تا سرانجام کار کروگمن بر روی نظریه تجارت جدید (NTT) با چیزی که معمولاً "جغرافیای اقتصادی جدید" (NEG) نامیده می‌شود، همگام شد، که کروگمن در مقاله اولیه در سال ۱۹۹۱ با عنوان، "افزایش بازده و جغرافیای اقتصادی "، که در مجله اقتصاد سیاسی چاپ شد، توسعه آنرا آغاز کرد. به قول خود کروگمن، عبور از NTT به NEG در گذشته واضح بود. اما مطمئناً مدتی طول کشید تا آن را ببینم… تنها خبر خوب این بود که هیچ‌کس آن اسکناس ۱۰۰ دلاری را که در حال حاضر روی پیاده‌رو افتاده بود، برنداشت.

## امور مالی بین‌المللی
کروگمن در زمینه امور مالی بین‌المللی نیز تأثیرگذار بوده‌است. او به عنوان یک دانشجوی کارشناسی ارشد از شورای حکام فدرال رزرو دیدن کرد که در آنجا استفان سالانت و دیل هندرسون در حال تکمیل پژوهش خود در مورد حملات سودجویانه در بازار طلا بودند. کروگمن شیوه کار آنها را برای تحقیقات خود در بازار تبادل ارزهای خارجی برگزید. او نتیجه کار خود را در مقاله ای در مورد بحران واحد پولی در سال ۱۹۷۹ در مجله پول، اعتبار و بانکداری ارائه داد. او نشان داد که نظام نرخ ثابت ارز بعید به نظر می‌رسد که با آرامش به پایان برسند، بلکه چه بسا در یک حمله ناگهانی سودجویانه به پایان می‌رسند.
مقاله کروگمن یکی از کارهای اصلی در «نسل اول» مدل‌های بحران ارزی محسوب می‌شود. و این دومین مقاله پربازدید وی است (۴۵۷ نقل قول در اوایل سال ۲۰۰۹).
در پاسخ به بحران مالی جهانی در سال ۲۰۰۸، کروگمن، به طور غیر رسمی، پیشنهاد کرد یک «ضریب بین‌المللی مالی»، برای کمک به توضیح سرعت غیرمنتظره‌ای که بحران جهانی با آن رخ داده‌است ایجاد شود. او معتقد بود: «آنها خود را فاقد سرمایه می‌بینند و مجبورند دارایی‌های خود را در سراسر جهان بفروشند. این باعث کاهش قیمت‌ها، فشار بر ترازنامه و غیره می‌شود». از آنجا که در یک اقتصاد جهانی شده «جداسازی» وجود داشت چنین سرایت سریعی تا کنون بعید تلقی می‌شد،
او برای اولین بار در ۵ اکتبر ۲۰۰۸ در وبلاگش اعلام کرد که دارد بر روی چنین مدلی کار می‌کند. چند روز پس از این ظهور، این موضوع در برخی از وبلاگ‌های معروف اقتصاد محور مورد بحث قرار گرفت.و به زودی در مقالات (پیش نویس و منتشر شده) توسط اقتصاددانان دیگر مورد استناد قرار گرفت، هر چند که خود موضوع هنوز از پروسه بررسی‌های معمول نگذشته بود.

## جوائز
۱۹۹۱، انجمن اقتصادی آمریکا، مدال جان بیتس کلارک،  از آنجایی که این مدال تنها به یک نفر، هر دو سال یک بار (قبل از سال ۲۰۰۹) اعطا می‌شد، اکونومیست مدال کلارک را «کمی سخت‌تر از جایزه نوبل» توصیف کرده‌است. 
۱۹۹۲، عضویت در فرهنگستان هنر و علوم آمریکا، 
۱۹۹۵  جایزه آدام اسمیت از انجمن ملی اقتصاد کار 
۱۹۹۸  دکترای افتخاری اقتصاد از دانشگاه آزاد برلین 
۲۰۰۰  جایزه رکتنوالد در اقتصاد اعطا شده توسط دانشگاه فریدریش-آلکساندر ارلانگن-نورنبرگ در آلمان